# Лудвиг II фон Випра
Лудвиг II фон Випра (на немски: Ludwig II, Graf von Wippra, Vogt von Gottesgnaden; † 1151) е граф на Випра и фогт на Готесгнаден (в Калбе на река Зале). Замъкът Випра се намира при Зангерхаузен в Саксония-Анхалт.
Той е син на Куно II фон Випра († 1120) и съпругата му Кунигунда фон Зангерхаузен, дъщеря на граф Берингер фон Зангерхаузен († 1110) и Бертрада фон Ветин († 1145), дъщеря на граф Конрад фон Ветин и Отехилдис фон Катленбург. Внук е на Лудвиг I фон Випра († сл. 1070) и Аделхайд фон Шауенбург от Тюрингия, дъщеря на ландграф Лудвиг Брадати от Тюрингия († 1080) и Цециля фон Зангерхаузен. Потомък е на Куно фон Випра († пр. 1050).
Дъщеря му Кунигунда фон Випра занася като зестра замък Випра през 1175 г. на господарите фон Хакеборн, които продават го продават през 1328 г. на архиепископство Магдебург.

## Фамилия
Лудвиг II фон Випра се жени 1123 г. за маркграфиня Матилда фон Ветин († 21 януари 1151, погребана в манастир Петерсберг), вдовица на граф Геро фон Зебург († 19 септември 1122), дъщеря на маркграф Тимо фон Ветин († сл. 1101) и Ида от Нортхайм († сл. 1100), дъщеря на баварския херцог Ото Нортхаймски († 1083) и Рихенза Швабска († 1083). Те имат една дъщеря:
- Кунигунда фон Випра († 1209), омъжена за Фридрих фон Хакеборн († сл. 1200)